# セクシーガール
「セクシーガール」は、西城秀樹の38枚目のシングル。1981年6月21日にRCAから発売された。

## 解説
作詞・作曲は当時ロック・バンドとして人気絶頂だった横浜銀蝿である。メロディー、アレンジともに、1960年代のロカビリーの要素がふんだんに取り入れられている。
TBS系『ザ・ベストテン』の楽屋での会話から、横浜銀蝿の楽曲の提供が実現した。
オリコンでは最高位10位（100位内13週）、14.2万枚のセールスとなった。

## 収録曲
1. セクシーガール
作詞・作曲：横浜銀蝿／編曲：若草恵
2. サマーナイトレイディー
作詞：竜真知子／作曲・編曲：水谷公生